# Кондопога (большой десантный корабль)
«Кондопога» — большой десантный корабль (БДК) проекта 775 (по кодификации НАТО — Ropucha, польск. жаба), седьмой корабль в первой серии проекта.  Входит в состав 121-й бригады десантных кораблей Кольской флотилии разнородных сил Северного флота ВМФ России с дислокацией в порту города Полярный Мурманской области. Корабль предназначен для высадки морского десанта на необорудованное побережье и переброски морем войск и грузов, способен транспортировать различные виды бронетехники, включая танки. 

## История
Корабль построен на верфи Stocznia Północna («Северная Верфь») в Гданьске (Польша). Заводской номер 775/7. Закладка состоялась 4 апреля 1976 года. Спущен на воду 17 июля 1976 года. Вошёл в состав флота 30 ноября 1976 года. 23 февраля 1977 года поднят Военно-морской флаг СССР. С 1977 года назывался «БДК-182», бортовой номер 481. 
Бортовой номер неоднократно менялся: 019 (1979), 040 (1981), 014 (1987), 040 (1990), 027 (с 1994 года). 
В 1996 году был заключён договор между экипажем «БДК-182», администрацией города Кондопога и ОАО «Кондопога». 
С 9 февраля 1999 года по ходатайству командования и администрации Кондопожского района, корабль получил наименование «Кондопога». Кондопожский муниципальный район, город Кондопога, АО «Кондопожский ЦБК» оказывают материальную поддержку кораблю. 

## Конструкция
БДК «Кондопога» имеет развитую кормовую надстройку. На корме имеется герметичный откидной лацпорт, нужный для погрузки техники с пирса при швартовке кормой. Танковый трюм проходит по всей длине корпуса, соединяя лацпорт и носовую аппарель, позволяющую производить десантирование амфибийной техники в море при волнении до 4 баллов. 

### Вооружение
Для обстрела береговых укреплений и уничтожения живой силы противника большой десантный корабль может использовать две пусковые установки МС-73 РСЗО А-215 «Град-М» калибра 122-мм, способные вести огонь с интервалом 0,5 секунды на дальность 21 км. Из артиллерийского вооружения БДК имеет две спаренные 57-мм артиллерийские установки АК-725 с дистанционным наведением, 4 пусковые установки переносного зенитно-ракетного комплекса «Стрела-2». 

### Радиотехническое вооружение
Управление механизмами наведения на корабле осуществляется при помощи приборов управления стрельбой МР-103 «Барс». Для управления огнём реактивной артиллерии установлена  система управления огнём ПС-73 «Гроза». Также корабль оборудован радиолокационной станцией (РЛС) общего обнаружения МР-302 «Рубка» с дальностью действия до 100 км и двумя навигационными РЛС Р-212/201 с дальностью действия до 64 км. 

### Десантные возможности
Десантовместимость:
- 10 средних танков и 340 человек.
- 12 единиц бронетехники и 340 человек.
- 3 средних танка, 3 САУ 2С9 «Нона-С», 5 плавающих бронетранспортёров МТ-ЛБ, 4 грузовых автомашины и 313 человек.

Либо:
- вариант 1 - 13 средних (основных) танков;
- вариант 2 - 13 БТР;
- вариант 3 - 20 грузовых автомобилей;
- личный состав десанта (при всех вариантах загрузки) — 150 человек.

Размеры грузового отсека 55 × 6,5 × 4,5 м + 40 × 4,5 × 4,5 м, масса груза — до 500 тонн. Десант размещается в нескольких кубриках и офицерских 4-местных каютах.

## Тактико-технические характеристики
Скорость: 18 узлов (~ 33 км/ч).
Дальность плавания: 6000 миль (при 12 узлах), 3500 миль (при 16 узлах). 
Экипаж: 87 человек (8 офицеров).
Водоизмещение: стандартное - 2768 тонн, полное - 4080 тонн.
Длина: 112,5 метров.
Ширина: 15 метров.
Осадка: 3,7 метра (при полном водоизмещении).

### Силовая установка
- Два дизельных двигателя 16 ZVB 40/48 «Згода-Зульцер» мощностью 9600 л. с. каждый, с системой управления типа USSG-11.1, всережимные регуляторы частоты вращения РGА-58, редукционная станция обеспечения сжатым воздухом в 0,6 МПа и 0,15 МПа[6].
- В качестве источников электроэнергии используются три дизель-генератора «Cegielski-Sulzer» 6А25 мощностью по 640 кВт.

### Движитель
- Два гребных винта фиксированного шага (ВФШ).
- Две выдвижные кормовые вспомогательные винто-рулевые колонки (ВРК).

## Служба
Корабль принимает активное участие в учебно-боевой деятельности флота. За годы эксплуатации корабля не было допущено ни одной серьёзной аварии. 
В мае 2008 года с борта корабля осуществлена высадка морского десанта на необорудованное побережье для слушателей Военной академии Генерального штаба ВС РФ. 
В 2009 году БДК «Кондопога» в составе соединения кораблей под руководством начальника штаба соединения капитана 1-го ранга Алексея Комарова принял участие в оперативно-стратегических учениях «Ладога-2009». С корабля была произведена высадка морского десанта 61-й бригады морской пехоты численностью до 500 человек  на необорудованное побережье Баренцева моря. 
Осенью 2011 года прошёл плановый ремонт. 
С 10 июля по 29 августа 2012 корабль участвовал в командно-штабных учениях войск Западного военного округа, выполнял задачи в районах Баренцева, Норвежского и Северного морей, в Атлантическом океане, а также в различных районах Средиземного моря совместно с кораблями и судами Балтийского, Черноморского и Северного флотов под единым командованием, которое осуществлял командующий Кольской флотилией разнородных сил контр-адмирал Владимир Касатонов с борта БДК «Георгий Победоносец». Поход продолжался более полутора месяцев, корабли прошли более 10 тысяч морских миль. Основной задачей отряда была отработка совместных действий в различных морских театрах в составе объединённых межфлотских группировок. 
В апреле 2013 года в Баренцевом море на БДК «Кондопога» проведено показательное занятие по методике приёма курсовых задач при действиях одиночного корабля в море под руководством командующего Северным флотом адмирала Владимира Королёва. 
В сентябре 2013 года корабль в составе отряда боевых кораблей Северного флота совершил переход Северному морскому пути до Новосибирских островов и выполнил учебно-боевые задачи в соответствии с планом МО РФ. За время похода корабли отряда преодолели более 4000 морских миль,действовали в море Лаптевых, Карском и Баренцевом морях. На обратном следовании принял участие в масштабных учениях сил Северного флота под руководством Главнокомандующего ВМФ адмирала Виктора Чиркова.
В 2013 годы БДК «Кондопога» и «Оленегорский горняк» выполнили первую высадку морского десанта на остров Котельный архипелага Новосибирские острова в море Лаптевых.
В сентябре 2014 года в очередном походе в составе кораблей и судов Северного флота в Арктику участвовал в осуществлении высадки морского десанта на Новосибирские острова. 
В 2014 году БДК «Кондопога» и «Георгий Победоносец» доставили морских десантников и военную технику на остров Котельный. 
В 2015 году эти корабли приняли участие в уникальной высадке морского десанта в районе таймырского порта Дудинка на реке Енисей. Данная высадка стала началом первого межвидового тактического учения подразделений арктической бригады Северного флота и ВДВ по охране и обороне важного промышленного объекта в Арктике. Также во время арктического похода БДК «Кондопога» и «Георгий Победоносец» совершили переход по Карскому морю в штормовых условиях и произвели высадку морского десанта на архипелаге Новая Земля. 
26 июля 2015 года принял участие в военно-морском параде на День ВМФ в Североморске. 
С 10 августа 2017 в составе отряда кораблей Северного флота участвовал в походе в восточную часть Арктики. Большой десантный корабль «Кондопога» выполнил артиллерийские стрельбы в Баренцевом море. Также экипаж БДК провёл учение по организации минных постановок, а также отработал вопросы противодиверсионной обороны при стоянке на незащищённом рейде.

## Командиры БДК в разное время
- Капитан 2-го ранга Сергей Алексеевич Головин[3]
- Капитан 3-го ранга Вячеслав Николаевич Трусов (с июня 1996 года)[14]
- Капитан 2-го ранга Алексей Синёв (с сентября 2011 года)[15]